# Malinová
Malinová és un poble i municipi d'Eslovàquia que es troba a la regió de Trenčín. La primera menció escrita de la vila es remunta al 1339.

## Demografia
| Godina             | 1994 | 2004   | 2014   | 2024    |
| ------------------ | ---- | ------ | ------ | ------- |
| Nombre de persones | 825  | 892    | 909    | 1011    |
| Diferència         |      | +8,12% | +1,90% | +11,22% |

| Godina             | 2023 | 2024   |
| ------------------ | ---- | ------ |
| Nombre de persones | 1026 | 1011   |
| Diferència         |      | −1,46% |